# Stictomischus tumidus
Stictomischus tumidus is een vliesvleugelig insect uit de familie Pteromalidae. De wetenschappelijke naam is voor het eerst geldig gepubliceerd in 1833 door Walker.